# Lachine-Stromschnellen

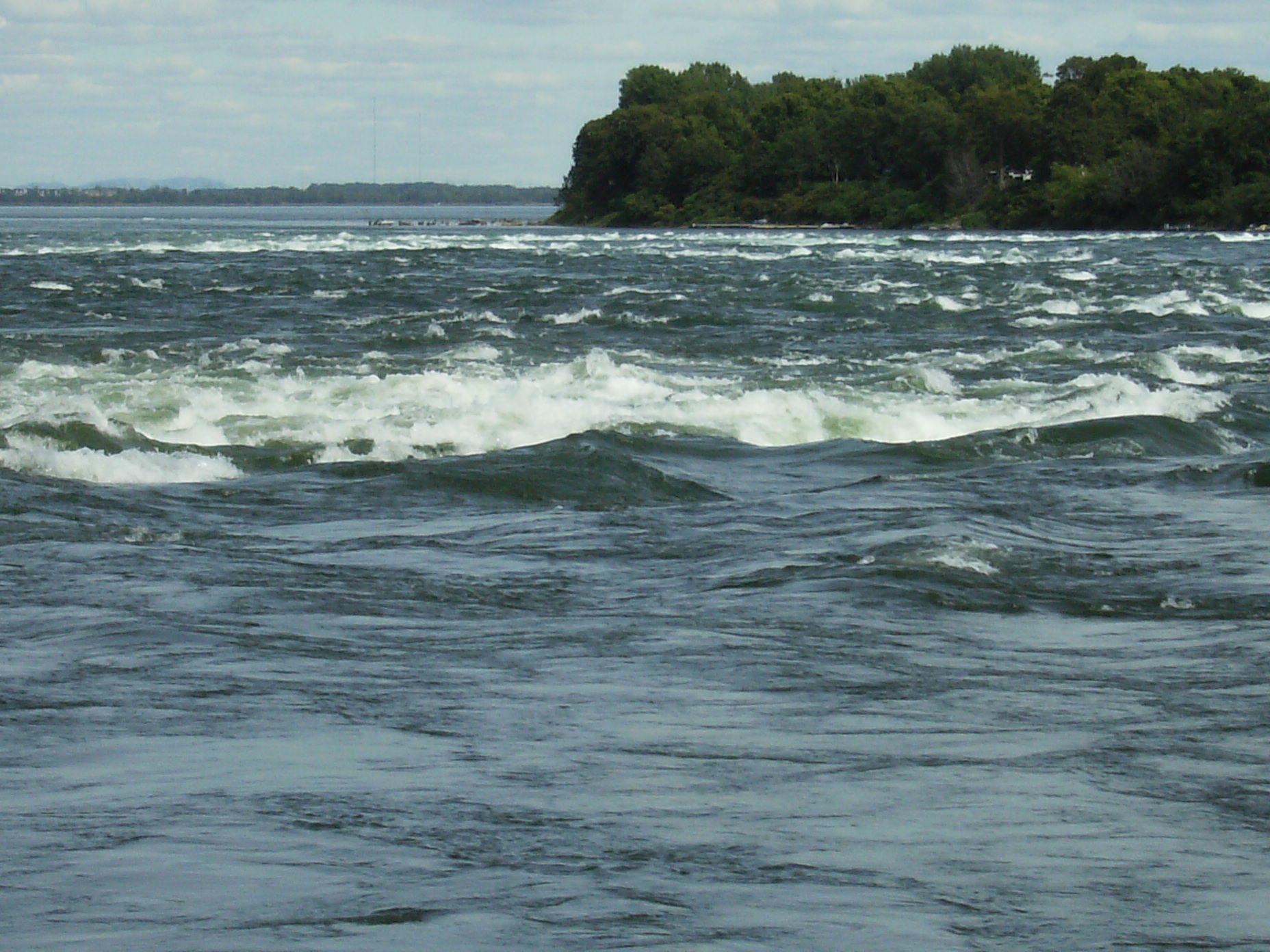
Lachine-Stromschnellen

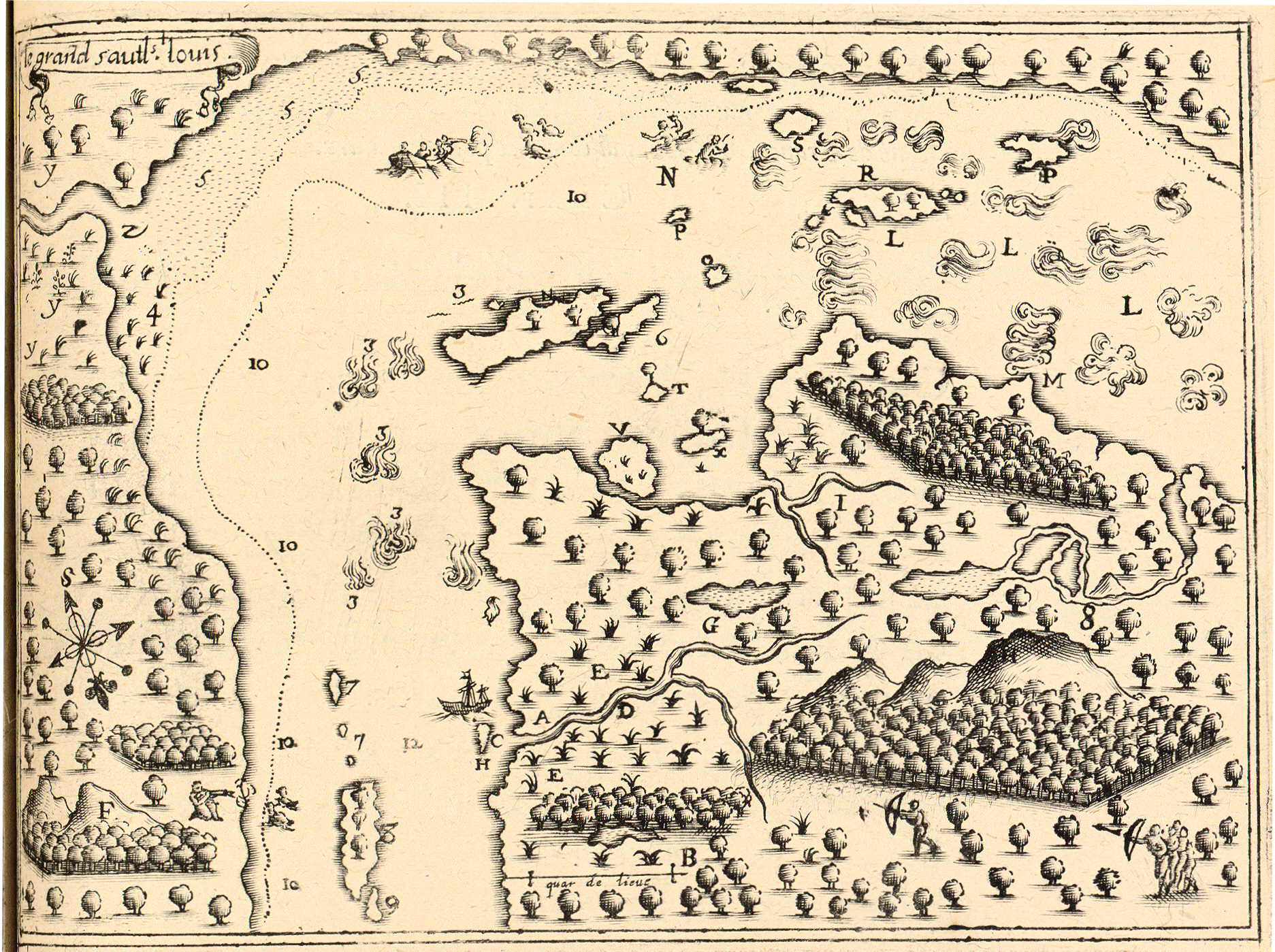
Die Stromschnellen auf einer Karte von Samuel de Champlain (1611)

Die Lachine-Stromschnellen (französisch Rapides de Lachine, englisch Lachine Rapids) sind eine Reihe von Stromschnellen im Sankt-Lorenz-Strom. Sie liegen südlich der Île de Montréal, zwischen dem Montrealer Stadtbezirk LaSalle am Nord- und der Gemeinde Sainte-Catherine am Südufer. Benannt sind sie nach dem weiter westlich gelegenen Lachine, da das Gebiet von LaSalle einst zur dortigen Pfarrei gehörte.
Auf Grund der Auswirkungen der Stromschnellen auf den Warenverkehr im Osten Kanadas und der damit Rolle bei der Etablierung und Entwicklung von Montreal zum wichtigen Handelszentrum erklärte die kanadischen Regierung am 19. November 1982 die Stromschnellen zu einem „nationalen historischen Ereignis“.

## Geographie
Zwischen dem Lac Saint-Louis im Westen und dem Bassin de Laprairie im Osten überwindet der Sankt-Lorenz-Strom auf einer Strecke von drei Kilometern eine Höhendifferenz von rund 13 Metern. Inmitten der Stromschnellen liegen mehrere kleine Inseln, die Zugvögeln als Rastplatz dienen. Dazu gehören die Île aux Hérons (Reiherinsel), die Île aux Chèvres (Ziegeninsel), die Sept Sœurs (Sieben Schwestern) und die Île au Diable (Teufelsinsel). Die Stromschnellen verursachen an einigen Stellen permanente stehende Wellen. Insbesondere die Welle Habitat 67, nahe bei dem gleichnamigen Wohnviertel gelegen, erfreut sich bei Wildwasserpaddlern, Raftern und Flusssurfern großer Beliebtheit.

## Geschichte
Der erste Europäer, der die Stromschnellen entdeckte, war Jacques Cartier, als er 1535 den Sankt-Lorenz-Strom hinaufsegelte. 1611 beschrieb sie Samuel de Champlain ausführlich. Er gab ihnen den Namen Sault Saint-Louis, benannt nach einem Begleiter namens Louis, der hier ertrunken war. Diese Bezeichnung war bis zur Mitte des 19. Jahrhunderts üblich, danach war der benachbarte Ort Lachine der Namensgeber.
Da Lastkähne die tückische Stelle nicht überwinden konnten, war eine Portage erforderlich, was die Besiedlung weiter westlich gelegener Gebiete erschwerte. Zur Umgehung des Hindernisses entstand der Lachine-Kanal. Selbst nach seiner Eröffnung im Jahr 1825 war es häufig einfacher, Güter per Eisenbahn nach Montreal zu befördern und sie im dortigen Hafen umzuladen. Seit 1959 können die Lachine-Stromschnellen über die Schleusen Saint-Lambert und Côte Sainte-Catherine des Sankt-Lorenz-Seewegs umfahren werden.